# Асоціативна психологія
Асоціати́вна психоло́гія — один з головних напрямів психології XVII — XIX століття, що зводив всі складні психічні процеси до простої комбінації елементарних асоціацій — відчуттів, уявлень і найпростіших почуттів.
Матеріалістичний напрям асоціативної психології (Декарт, Гоббс, Локк, Гартлі та ін.) застосував ідеї механістичного природознавства до розуміння психічних процесів і тому відзначався емпіризмом та метафізичною обмеженістю, які були подолані лише в працях Сєченова і Павлова.
Ідеалістичний напрям асоціативної психології (Джордж Берклі, Девід Юм, Джеймс Мілль, Джон Стюарт Мілль) захищав суб'єктивістське розуміння асоціацій як незалежних від об'єктивної дійсності та анатомо-фізіологічної основи чисто психологічних зв'язків.
Асоціативна психологія кінця XIX ст. (Бен, Еббінгауз, Ціген, Рібо), набувши найбільш закінченого, систематизованого вигляду, відзначалась еклектизмом; допускаючи в своїх теоретико-етодологічних поглядах елементи ідеалізму, вона під впливом експериментальних фактів часто ставала на позиції стихійного матеріалізму.